# سیارک ۲۱۶۹۴
سیارک ۲۱۶۹۴ (به انگلیسی: 21694 Allisowilson، نامگذاری:1999RL48) بیست و یک هزار و ششصد و نود و چهارمین سیارک کشف شده‌است که در ۷ سپتامبر ۱۹۹۹ کشف شد.
قدر مطلق سیارک برابر ۲۰.۴ است.